# Кемпінг (фільм, 1919)
Кемпінг (англ. Camping Out) — американська короткометражна кінокомедія Роско Арбакла 1919 року.

## У ролях
- Роско ’Товстун’ Арбакл
- Аль Ст. Джон
- Еліс Лейк
- Монті Бенкс